# Летопись самовидца
Летопись Самовидца о войнах Богдана Хмельницкого и о междоусобиях, бывших в Малой России по его смерти — казацкая летопись, написанная на западнорусском языке, один из фундаментальных источников по истории Восточной Европы XVII века, в частности периода Хмельничины и Руины. Написана очевидцем событий, выходцем из старшины Войска Запорожского. По заключению профессора Владимира Антоновича — первая казацкая летопись, отличающаяся полнотой и живостью рассказа, а также достоверностью.

## Содержание
Летопись Самовидца состоит из введения, которое повествует о состоянии Украины перед Хмельниччиной, и двух главных частей: первой, посвящённой временам Хмельниччины и Руины (до 1676 года включительно) и составленной, вероятно, значительно позже описываемых событий; и второй, доведённой до 1702 года включительно, составляет Летопись в узком понимании этого слова, написанной на Левобережье, полнее (ввиду локальных новостей) в Стародубе.

## Авторство
Автор летописи документально не известен, принадлежал к казацкой старшине и занимал некоторое время видное положение в козацкой верхушке. Исследователи давно пытались установить его имя. Это стало возможно после трудов Вадима Модзалевского о Романе Ракушке-Романовском.
В 1920-х годах ряд авторов (Виктор Романовский, Александр Оглоблин и особенно Николай Петровский) независимо друг от друга, на основании анализа автобиографического материала в Летописи, пришли к выводу (впрочем, впервые высказанному ещё в 1846 историком-любителем Петром Сердюковым), что автором Летописи Самовидца скорее всего был Роман Ракушка-Романовский, генеральный подскарбий Ивана Брюховецкого, а в последние десятилетия своей жизни — священник в Стародубе. Эта мысль была принята большинством историков (Дмитрий Багалей, Михаил Грушевский, Дмитрий Дорошенко, Иван Крипьякевич и другие, и в частности новейшая историография), но некоторые авторы называли других кандидатов на авторство: Иван Быховец, военный канцелярист (Лев Окиншевич), Фёдор Кандыба, полковник корсунский (Николай Андрусяк, Михаил Возняк) и др.

## Текстология и публикация
Оригинал летописи не сохранился. Известно несколько списков, сделанных в XVIII веке или позже. Древнейшие и самые полные — это списки Г. Искрицкого (первая половина XVIII века) и Якова Козельского (второй половины XVIII века), которые положены в основу научных публикации этого памятника. Впервые, получив его от Пантелеймона Кулиша (от него и название Летописи Самовидца), опубликовал летопись Осип Бодянский (1846); более научно подготовленное издание Киевской Археографической Комиссии под редакцией и вступительной статьей Ореста Левицкого (1878), переиздан Институтом истории АН УССР (1971) и «Harvard Series in Ukrainian Studies» (1972).

## Издания
- Летопись самовидца о войнах Богдана Хмельницкого и о междоусобиях, бывших в Малой России по его смерти / Под ред. О. М. Бодянского. — М.: В Унив. Тип., 1846. — 152, VI с.
- Літопис Самовидця (укр.) / відп. ред. А. Д. Скаба. — Київ: Наукова думка, 1971. — 175 с.